# Tân Mỹ Hà
Tân Mỹ Hà là một xã thuộc huyện Hương Sơn, tỉnh Hà Tĩnh, Việt Nam.
Tên của xã được ghép từ tên của ba xã cũ là Sơn Tân, Sơn Mỹ và Sơn Hà.

## Địa lý
Xã Tân Mỹ Hà nằm ở phía đông huyện Hương Sơn, có vị trí địa lý:
- Phía đông giáp huyện Đức Thọ
- Phía tây giáp xã Sơn Châu
- Phía nam giáp các xã Sơn Bình, Sơn Long, Sơn Trà
- Phía bắc giáp xã An Hòa Thịnh và tỉnh Nghệ An.

Xã Tân Mỹ Hà có diện tích 13,98 km², dân số năm 2018 là 5.384 người, mật độ dân số đạt 385 người/km².

## Lịch sử
Địa bàn xã Tân Mỹ Hà hiện nay trước đây vốn là ba xã Sơn Tân, Sơn Mỹ và Sơn Hà thuộc huyện Hương Sơn.
Trước khi sáp nhập, xã Sơn Tân có diện tích 7,21 km², dân số là 1.593 người, mật độ dân số đạt 221 người/km². Xã Sơn Mỹ có diện tích 3,27 km², dân số là 1.708 người, mật độ dân số đạt 522 người/km². Xã Sơn Hà có diện tích 3,50 km², dân số là 2.083 người, mật độ dân số đạt 595 người/km².
Ngày 21 tháng 11 năm 2019, Ủy ban Thường vụ Quốc hội ban hành Nghị quyết số 819/NQ-UBTVQH14 về việc sắp xếp các đơn vị hành chính cấp xã thuộc tỉnh Hà Tĩnh (nghị quyết có hiệu lực từ ngày 1 tháng 1 năm 2020). Theo đó, sáp nhập toàn bộ diện tích và dân số của ba xã Sơn Tân, Sơn Mỹ và Sơn Hà thành xã Tân Mỹ Hà.